# Al-Maktoum-Stadion
Das al-Maktoum-Stadion (arabisch ملعب آل مكتوم, DMG Malʿab Āl Maktūm) ist ein Fußballstadion in Dubai, Hauptstadt der Vereinigten Arabischen Emiraten. Es wird derzeit hauptsächlich für Fußball-Spiele genutzt und dient dem al-Nasr SC als Heimspielstätte. Zudem fanden während der Fußball-Asienmeisterschaft 2019 im Stadion insgesamt sechs Spiele des Turniers statt, darunter neben vier Partien der Gruppenphase auch ein Achtelfinale und ein Viertelfinale.